# 观音湖生态文化旅游渡假区
观音湖生态文化旅游渡假区是中国湖北省孝感市孝昌县境内的一处类似乡级单位。

## 行政区划
观音湖生态文化旅游渡假区下辖以下地区：
熊畈村、陈井村、观音村、叶庙村、柳林村、公兴村、金盆村、鹏程村、铁岗村、汤砦村、龙泉村、会亭村、陆冲村、刘河村和跳沟村。